# Asgardia (națiune)
Asgardia, cunoscut oficial drept Regatul Spațial al Asgardiei, este o propunere pentru o națiune care intenționează să acceseze spațiul cosmic liber de controlul națiunilor existente și să fie recunoscută ca stat național. Igor Ashurbeyli, fondatorul Centrului de Cercetare Internațional Aerospace, a anunțat propunerea la 12 octombrie 2016.

## Istorie
Anunțat la 12 octombrie 2016, obiectivul final al proiectului este de a crea o nouă națiune care să permită accesul în spațiul cosmic, fără controlul națiunilor existente. Cadrul legislativ spațial actual, Tratatul privind spațiul cosmic cere guvernelor să autorizeze și să supravegheze toate activitățile spațiale, inclusiv activitățile entităților neguvernamentale, cum ar fi organizațiile comerciale și non-profit; încercând să creeze o națiune, cei din spatele Asgardiei speră să evite restricțiile stricte impuse de sistemul actual. "Asgardia" a fost aleasă ca referință la una din cele nouă lumi ale mitologiei norvegiene; ceea ce a fost locuit de zei.
Oamenii au fost invitați să se înregistreze pentru cetățenie, pentru ca Asgardia să se adreseze apoi Organizației Națiunilor Unite pentru recunoașterea ca stat național. În mai puțin de 2 zile, au fost peste 100.000 de cereri; în decurs de 3 săptămâni au fost 500 000. După introducerea unor cerințe mai stricte de verificare, aceasta a scăzut și sa situat la aproximativ 210 000 în iunie 2017. Nu există intenția de a muta acești membri în spațiu. Asgardia intenționează să depună o cerere de aderare la ONU în 2018.
Susținută de un număr de experți internaționali în spațiu, proiectul a fost inițiat de om de știință și om de afaceri rus, Igor Ashurbeyli, fondatorul Centrului internațional de cercetare aerospațială. Ca parte a procesului de aplicare, membrii au fost obligați să-l confirme ca "Șef al națiunii"; Ashurbeyli se așteaptă să se mute la un sistem democratic în 2017. Se numește oficial "Regatul spațial al Asgardiei".

## Activitate spațială
Asgardia intenționează să lanseze o serie de sateliți în orbită, iar prima a fost lansată cu succes de ATB-ul Orbital la data de 12 noiembrie 2017, ca parte a unei misiuni de resuspendare a stației spațiale internaționale. A fost un CubeSat de 10x10x20cm, cu o greutate de 2,8kg, fabricat și desfășurat pe orbită de NanoRacks și a fost numit Asgardia-1. Nanosatelitul este un dispozitiv de stocare a fișierelor preîncărcat cu fotografii cum ar fi fotografii de familie furnizate de primii 1.500.000 de membri, cu încărcarea sau descărcarea ulterioară a datelor prin intermediul rețelei de sateliți Globalstar. Că a fost stimulată în spațiu și apoi desfășurată de companiile americane într-o misiune finanțată de NASA, satelitul intră sub jurisdicția SUA. Asgardia intenționează să se asocieze cu un semnatar al Tratatului Spațiului Outer (OST), probabil un stat african, cum ar fi Etiopia sau Kenya, în speranța de a eluda restricția TSO asupra statelor-națiune care pretind teritorii în spațiul cosmic. Se așteaptă ca satelitul să aibă o durată de viață de 5 ani înainte de descompunerea orbitei și arde la reintrare.
Deseori descris ca un miliardar, Ashurbeyli a declarat că în prezent este singurul responsabil pentru finanțarea lui Asgardia și că membrii nu vor finanța lansarea primului satelit planificat. Deși costul nu a fost făcut public, NanoRacks au spus că proiecte similare costă 700.000 de dolari. Proiectul intenționează să se mute la crowdfunding pentru finanțarea propriu-zisă. Sa'id Mosteshar, de la Institutul de Politici și Legislație Spațială din Londra, spune că acest lucru sugerează că Asgardia nu dispune de un plan de afaceri credibil. O societate, Asgardia AG, a fost încorporată, iar membrii pot cumpăra acțiuni în ea.
În cele din urmă, Asgardia speră să aibă o colonie pe orbită. Acest lucru va fi costisitor: Stația Spațială Internațională a costat 100 de miliarde de dolari pentru construire, iar zboruri către ea au costat peste 40 de milioane de dolari pe lansare. Asgardia a fost comparată cu proiectul tulburat Marte One, care are drept scop stabilirea unei colonii permanente pe Marte. Organizatorii Asgardiei subliniază că înființarea unei națiuni mici pe orbită va fi mult mai ușoară decât colonizarea Martei îndepărtate. Alte obiective propuse pentru viitor includ protejarea Pământului de asteroizi și ejecții de masă coronară, și o bază a Lunii.

## Statut juridic

### Istoric
A existat cel puțin o încercare anterioară de a crea o națiune independentă în spațiu. Națiunea spațiului ceresc, cunoscută și sub numele Celestia, a fost formată în 1949 de James Mangan și a pretins tot spațiul. El a interzis testele nucleare atmosferice și a emis proteste marilor puteri în urma intervenției lor pe teritoriul său, dar a fost ignorat atât de puterile, cât și de ONU. Cu toate acestea, comunicările moderne înseamnă că Asgardia are o capacitate mai bună de organizare și de finanțare, iar un satelit îi va da o prezență fizică în spațiu.

### Recunoașterea și revendicările teritoriale
Ram Jakhu, directorul Institutului de Medicină Aerospațială din cadrul Universității McGill și expertul juridic al Asgardiei, consideră că Asgardia va putea să îndeplinească trei dintre cele patru elemente pe care ONU le cere pentru a analiza dacă o entitate este un stat: cetățeni; un guvern; și teritoriu, fiind o navă spațială locuită. În această situație, Jakhu consideră că realizarea celui de-al patrulea element, obținând recunoașterea de către statele membre ale ONU, va fi realizabilă, iar Asgardia va putea apoi să se aplice pentru aderarea la ONU. Consiliul de Securitate va trebui apoi să aprobe cererea, precum și două treimi din membrii Adunării Generale.
Legislația internațională existentă interzice revendicările suveranității naționale ale corpurilor celeste în spațiu, cu toate acestea, articolul VIII din Tratatul privind spațiul cosmic notează că statul care lansează un obiect spațial își păstrează competența și controlul asupra acestui obiect. Potrivit Sa'id Mosteshar de la Institutul de Politici și Legislație Spațială din Londra: "Tratatul Spațiului Exterior ... acceptat de toată lumea spune foarte clar că nicio parte a spațiului cosmic nu poate fi însușită de nici un stat". Fără teritoriul auto-guvernator în spațiul în care sunt prezenți cetățenii, Mosteshar a sugerat că perspectiva pe care o țară ar recunoaște Asgardia era slabă.
Joanne Gabrynowicz, expert în dreptul spațial și profesor la Școala de Drept a Institutului de Tehnologie din Beijing, consideră că Asgardia va avea probleme în obținerea recunoașterii ca națiune. Ea spune că există un "număr de entități pe Pământ a căror statut de națiune independentă a fost o problemă de dispută pentru o lungă perioadă de timp. Este rezonabil să ne așteptăm ca statutul de obiect nepopulat care nu este pe Pământ să fie contestat".
Christopher Newman, expert în spațiu, la Universitatea UK of Sunderland, subliniază faptul că Asgardia încearcă să realizeze o "reexaminare completă a cadrului legislativ spațial actual", anticipând că proiectul se va confrunta cu obstacole semnificative în obținerea recunoașterii și tratarea problemelor de răspundere. Tratatul privind spațiul cosmic cere țării care trimite o misiune în spațiu să fie responsabilă de misiune, inclusiv orice prejudiciu ar putea provoca.